# هيدويغ ياغيلون، دوقة بافاريا
هيدويغ ياغيلون، دوقة بافاريا (بالبولندية: Jadwiga Jagiellonka)‏ (و. 1457 – 1502 م) هي سياسية بولندية، ولدت في كراكوف، توفيت في بورغهاوزن، عن عمر يناهز 45 عاماً.

## مناصب
تولت منصب دوق بافاريا
.